# Ladislav Svozil
Ladislav „Lado“ Svozil (* 8. Mai 1958 in Prostějov, Tschechoslowakei) ist ein ehemaliger tschechischer Eishockeyspieler und heutiger -trainer, der bislang für verschiedene Vereine in Tschechien und Deutschland tätig war.

## Spielerkarriere
Der Stürmer begann seine Karriere in der Jugend seines Heimatvereins HC Prostějov und wechselte 1976 zum HC Vítkovice in die 1. Liga. Auch in Nordamerika erkannte man sein Talent und so wählten ihn die Detroit Red Wings beim NHL Amateur Draft 1978 in der 12. Runde als 194. Spieler aus, auch wenn in dieser Zeit ein Wechsel in die USA wenig aussichtsreich war. 1981 konnte Svozil mit seiner Mannschaft erstmals die Tschechoslowakische Meisterschaft gewinnen. 1985 wechselte er zum Ligakonkurrenten HC Dukla Jihlava, nach zwei Jahren kehrte er allerdings für eine weitere Spielzeit nach Vítkovice zurück.
Zur Saison 1988/89 unterschrieb der Angreifer einen Vertrag beim damaligen deutschen Zweitligisten EV Stuttgart, dessen Trikot er die nächsten zwei Jahre trug. Nach einem kurzen Zwischenspiel bei italienischen Club HC Meran wechselte Svozil zum Heilbronner EC, wo er bis zu seinem Karriereende 1995 zu einem Führungsspieler der Mannschaft heranreifte und in 170 Partien 360 Scorerpunkte erzielen konnte. Bis heute ist der Tscheche damit zweitbester Punktesammler in der Vereinsgeschichte hinter dem Kanadier Robby Geale.

### International
Mit der tschechoslowakischen Nationalmannschaft wurde Ladislav Svozil bei den Eishockey-Weltmeisterschaften 1979 und 1983 jeweils Vizeweltmeister, außerdem bestritt er mit der Mannschaft den Canada Cup 1984.

## Trainerkarriere
Nach dem Ende seiner aktiven Laufbahn kehrte Svozil zunächst in seine Heimat Tschechien zurück, wo er das Co-Traineramt und später den Cheftrainerposten seines Ex-Clubs HC Vítkovice übernahm. Gleichzeitig fungierte der ehemalige Stürmer als Co-Trainer der tschechischen U20-Nationalmannschaft, mit der er bei den Juniorenweltmeisterschaften 1997 und 1998 jeweils den vierten Platz erreichen konnte. 1999 kam Svozil zunächst als Juniorentrainer zu seinem ehemaligen Verein nach Heilbronn zurück. Während der Saison 2000/01 ersetzte er schließlich den erfolglosen Gary Prior auf der Trainerbank der Profimannschaft in der 2. Bundesliga und wurde seinerseits im Jahr 2002 durch Georg Holzmann abgelöst.

## Erfolge und Auszeichnungen
- 1977 Bronzemedaille bei der Junioren-Weltmeisterschaft
- 1983 Silbermedaille bei der Weltmeisterschaft